# Deutsche Leichtathletik-Meisterschaften 1966/Resultate
Der Hauptteil der Wettbewerbe bei den 66. Deutschen Leichtathletik-Meisterschaften wurde vom 5. bis 7. August 1966 im Niedersachsenstadion in Hannover ausgetragen.
In der hier vorliegenden Auflistung werden die in den verschiedenen Wettbewerben jeweils ersten sechs platzierten Leichtathletinnen und Leichtathleten aufgeführt. Eine Übersicht mit den Medaillengewinnerinnen und -gewinnern sowie einigen Anmerkungen zu den Meisterschaften findet sich unter dem Link Deutsche Leichtathletik-Meisterschaften 1966.
Wie immer gab es zahlreiche Disziplinen, die zu anderen Terminen an anderen Orten stattfanden – in den folgenden Übersichten jeweils konkret benannt.
Hier die ausführlichen Ergebnislisten der Meisterschaften:

## Meisterschaftsresultate Männer

### 100 m
| Platz | Athlet, Verein                                  | Zeit (s) |
| ----- | ----------------------------------------------- | -------- |
| 1     | Manfred Knickenberg (Wuppertaler SV)            | 10,2     |
| 2     | Josef Schwarz (Post-SV München)                 | 10,3     |
| 3     | Bernd Darams (TSV 1860 München)                 | 10,3     |
| 4     | Gert Metz (USC Mainz)                           | 10,3     |
| 5     | Karl-Peter Schmidtke (DHC Hannover)             | 10,3     |
| 6     | Hans-Jürgen Felsen (SV Salamander Kornwestheim) | 10,4     |

Datum: 6. August

### 200 m
| Platz | Athlet, Verein                        | Zeit (s) |
| ----- | ------------------------------------- | -------- |
| 1     | Manfred Knickenberg (Wuppertaler SV)  | 20,9     |
| 2     | Jochen Eigenherr (TG Höchst)          | 20,9     |
| 3     | Fritz Roderfeld (Rot-Weiß Oberhausen) | 21,0     |
| 4     | Josef Schwarz (Post-SV München)       | 21,0     |
| 5     | Armin Rosch (Post-SV München)         | 21,3     |
| 6     | Hans Nerlich (TSB Flensburg)          | 21,3     |

Datum: 7. August

### 400 m
| Platz | Athlet, Verein                            | Zeit (s) |
| ----- | ----------------------------------------- | -------- |
| 1     | Siegfried König (Karlsruher SC)           | 46,0     |
| 2     | Manfred Kinder (Wuppertaler SV)           | 46,2     |
| 3     | Rolf Krüsmann (VfL Bochum)                | 46,4     |
| 4     | Jens Ulbricht (SV St. Georg 1895 Hamburg) | 46,6     |
| 5     | Manfred Hanika (ASC Darmstadt)            | 46,9     |
| 6     | Hans Reinermann (OSV Hörde)               | 47,5     |

Datum: 7. August

### 800 m
| Platz | Athlet, Verein                            | Zeit (min) |
| ----- | ----------------------------------------- | ---------- |
| 1     | Franz-Josef Kemper (Preußen Münster)      | 1:44,9 ER  |
| 2     | Dieter Bogatzki (Sportfreunde Siegen)     | 1:46,5000  |
| 3     | Walter Adams (SV Salamander Kornwestheim) | 1:47,0000  |
| 4     | Arnd Krüger (CSV Marathon 1910 Krefeld)   | 1:47,7000  |
| 5     | Herbert Missalla (TSV Bayer Dormagen)     | 1:48,7000  |
| 6     | Jörg Balke (Polizei SV Berlin)            | 1:49,0000  |

Datum: 7. August
Mit seiner Siegerzeit 1:44,9 min stellte Franz-Josef Kemper einen neuen Europarekord auf. Dabei lief das Rennen für einen Rekordlauf ziemlich ungewöhnlich ab, da Kemper die zweite Runde schneller absolvierte als die erste.

### 1500 m
| Platz | Athlet, Verein                               | Zeit (min) |
| ----- | -------------------------------------------- | ---------- |
| 1     | Bodo Tümmler (SCC Berlin)                    | 3:43,6     |
| 2     | Wolf-Jochen Schulte-Hillen (Preußen Münster) | 3:44,2     |
| 3     | Klaus Paykowski (Sportfreunde Siegen)        | 3:44,7     |
| 4     | Klaus Prenner (DJK Würzburg)                 | 3:45,5     |
| 5     | Urs Lufft (KSV Hessen Kassel)                | 3:45,9     |
| 6     | Helge Franke (ATSV Saarbrücken)              | 3:46,1     |

Datum: 7. August

### 5000 m
| Platz | Athlet, Verein                   | Zeit (min) |
| ----- | -------------------------------- | ---------- |
| 1     | Harald Norpoth (Preußen Münster) | 13:50,4    |
| 2     | Hans Gerlach (TSV 1860 München)  | 14:01,2    |
| 3     | Werner Girke (VfL Wolfsburg)     | 14:01,2    |
| 4     | Arno Krausse (VfL Wolfsburg)     | 14:10,8    |
| 5     | Gerhard Fontana (Dürkheimer HC)  | 14:16,6    |
| 6     | Lutz Krausse (VfL Wolfsburg)     | 14:22,2    |

Datum: 7. August

### 10.000 m
| Platz | Athlet, Verein                          | Zeit (min) |
| ----- | --------------------------------------- | ---------- |
| 1     | Manfred Letzerich (Eintracht Wiesbaden) | 28:58,2    |
| 2     | Peter Kubicki (SCC Berlin)              | 29:03,8    |
| 3     | Lutz Philipp (LBV Phönix Lübeck)        | 29:07,2    |
| 4     | Bernd-Dieter Hecht (Polizei SV Berlin)  | 29:12,8    |
| 5     | Arno Krausse (VfL Wolfsburg)            | 29:53,2    |
| 6     | Manfred Steffny (Wuppertaler SV)        | 29:53,8    |

Datum: 6. August

### Marathon
| Platz | Athlet, Verein                                  | Zeit (h)  |
| ----- | ----------------------------------------------- | --------- |
| 1     | Karl-Heinz Sievers (Preussen Krefeld)           | 2:24:56,4 |
| 2     | Franz-Wilhelm Wiggershaus (VfL Eintracht Hagen) | 2:30:19,8 |
| 3     | Karl-Heinz Speckmann (Preussen Krefeld)         | 2:31:15,8 |
| 4     | Jürgen Bergmann (TuS Meerbeck)                  | 2:31:35,8 |
| 5     | Lothar Reinshagen (VfL Eintracht Hagen)         | 2:31:15,1 |
| 6     | Manfred Bressel (Preussen Krefeld)              | 2:34:04,0 |

Datum: 9. Juli
fand in Krefeld statt

### Marathon, Mannschaftswertung
| Platz | Verein, Besetzung                                                                      | Zeit (h)  |
| ----- | -------------------------------------------------------------------------------------- | --------- |
| 1     | Preussen Krefeld (Karl-Heinz Sievers, Karl-Heinz Speckmann, Manfred Bressel)           | 7:30:22,2 |
| 2     | VfL Eintracht Hagen (Franz-Wilhelm Wiggershaus, Lothar Reinshagen, Wolfram Westerhoff) | 7:52:41,8 |
| 3     | TSR Olympia Wilhelmshaven (Hans-Dieter Simonson, Heinrich Arians, Artur Renner)        | 8:04:26,0 |
| 4     | ASC Darmstadt (Herbert Hoghoff, Walter Weba, Helmut Reitz)                             | 8:18:27,0 |
| 5     | Werder Bremen (Kurt Petereit, Rudi Hein, Werner Meier)                                 | 8:50:10,0 |
| 6     | KSV Hessen Kassel (Ludwig Müller, Martin Rutsch, Peter Krawietz)                       | 8:56:05,0 |

Datum: 9. Juli
fand in Krefeld statt

### 110 m Hürden
| Platz | Athlet, Verein                           | Zeit (s) |
| ----- | ---------------------------------------- | -------- |
| 1     | Hinrich John (Hannover 96)               | 14,1     |
| 2     | Werner Trzmiel (VfL Bochum)              | 14,2     |
| 3     | Rainer Stegmann (TV Heppenheim)          | 14,6     |
| 4     | Manfred Jansche (USC Mainz)              | 14,6     |
| 5     | Günther Nickel (TSV Bayer 04 Leverkusen) | 14,7     |
| 6     | Herbert Stürmer (SV Siemens Nürnberg)    | 14,7     |

Datum: 6. August

### 400 m Hürden
| Platz | Athlet, Verein                               | Zeit (s) |
| ----- | -------------------------------------------- | -------- |
| 1     | Gerd Loßdörfer (KSV Hessen Kassel)           | 49,9 DRe |
| 2     | Horst Gieseler (VfL Bochum)                  | 50,30000 |
| 3     | Gerhard Hennige (ASV Köln)                   | 50,60000 |
| 4     | Rainer Schubert (TSV 1860 München)           | 51,00000 |
| 5     | Herbert Disselhoff (TSV Bayer 04 Leverkusen) | 51,60000 |
| 6     | Ferdinand Haas (TSV Bayer 04 Leverkusen)     | 51,70000 |

Datum: 7. August
Gerd Loßdörfer stellte mit seiner Siegerzeit von 49,9 s den bestehenden deutschen Rekord von Helmut Janz ein.

### 3000 m Hindernis
| Platz | Athlet, Verein                              | Zeit (min) |
| ----- | ------------------------------------------- | ---------- |
| 1     | Hans-Werner Wogatzky (Polizei SV Bielefeld) | 8:45,4     |
| 2     | Leo Schorr (1. FC Saarbrücken)              | 8:48,8     |
| 3     | Hartmut Neumann (ASC Darmstadt)             | 8:51,4     |
| 4     | Willi Wagner (TV Bad Dürkheim)              | 8:51,4     |
| 5     | Fritz-Heiner Mutschler (TSV Handschuhsheim) | 8:52,8     |
| 6     | Rolf Burscheid (VfL Wolfsburg)              | 8:55,8     |

Datum: 7. August

### 4 × 100 m Staffel
| Platz | Verein, Besetzung                                                                              | Zeit (s) |
| ----- | ---------------------------------------------------------------------------------------------- | -------- |
| 1     | SV Salamander Kornwestheim (Dieter Hübner, Peter Gamper, Dieter Enderlein, Hans-Jürgen Felsen) | 39,9     |
| 2     | SCC Berlin (Armin Mohr, Jürgen Zerges, Lutz Hormann, Christian Hoyer)                          | 40,5     |
| 3     | TV 1860 Fürth (Sven Oberhof, Volker Stöckel, Horst Haßlinger, Horst Diebel)                    | 40,5     |
| 4     | TSV 1860 München (Hans Jäger, Hartmut Menzel, Bernd Darams, Werner Eckle)                      | 40,8     |
| 5     | Hamburger SV (Dieter Kehne, Heinz-Uwe Bordtheiser, Hans-Georg Wawrzyn, Heiko Griese)           | 40,9     |
| DSQ   | USC Mainz (Werner von Moltke, Uwe Keiler, Gert Metz, Dr. Manfred Steinbach)                    |          |

Datum: 7. August

### 4 × 400 m Staffel
| Platz | Verein, Besetzung                                                                    | Zeit (min) |
| ----- | ------------------------------------------------------------------------------------ | ---------- |
| 1     | Wuppertaler SV (Werner Corts, Jürgen Schmidt, Klaus Langele, Manfred Kinder)         | 3:08,3     |
| 2     | ASC Darmstadt (Wilfried Braun, Schmitt, Dirk v. Maltitz, Manfred Hanika)             | 3:09,3     |
| 3     | ASV Köln (Nicolai, Jürgen Jaenisch, Hans-Dieter Mauel, Gerhard Hennige)              | 3:09,6     |
| 4     | SV St. Georg 1895 Hamburg (Hans-Jürgen Ehemann, Bredemeier, Isermann, Jens Ulbricht) | 3:10,6     |
| 5     | LV Menden (Michael Grabitz, Behringhoff, Waldemar Knaak, W. Grabitz)                 | 3:10,7     |
| 6     | OSV Hörde (Klaus Böttger, Werner Krönke, Udo Waldheim, Hans Reinermann)              | 3:13,4     |

Datum: 7. August

### 3 × 1000 m Staffel
| Platz | Verein, Besetzung                                                                | Zeit (min) |
| ----- | -------------------------------------------------------------------------------- | ---------- |
| 1     | Preußen Münster (Franz-Josef Kemper, Wolf-Jochen Schulte-Hillen, Harald Norpoth) | 7:01,2 DRV |
| 2     | SCC Berlin (Horst Milde, Peter Kubicki, Bodo Tümmler)                            | 7:04,00000 |
| 3     | Sportfreunde Siegen (Klaus Paykowski, Gnüchtel, Dieter Bogatzki)                 | 7:06,20000 |
| 4     | ASC Darmstadt (Dirk von Maltitz, Meyer, Helmut Neumann)                          | 7:09,00000 |
| 5     | TSV 1860 München (Erwin Beyer, Hans Gerlach, Jörg Lawrenz)                       | 7:14,20000 |
| 6     | SV Salamander Kornwestheim (Walter Adams, Keller, M. Müller)                     | 7:17,40000 |

Datum: 17. Juli
fand in Hamm zusammen mit den Deutschen Mehrkampfmeisterschaften statt
Mit seinen 7:01,2 min stellte das Team des SC Preußen Münster einen neuen deutschen Rekord für Vereinsstaffeln auf, der bis heute (April 2021) gültig und damit der langlebigste deutsche Rekord überhaupt ist.

### 20-km-Gehen
| Platz | Athlet, Verein                             | Zeit (h)  |
| ----- | ------------------------------------------ | --------- |
| 1     | Karl-Heinz Pape (TSV Salzgitter)           | 1:33:42,6 |
| 2     | Werner Hupfeld (ACT Kassel)                | 1:34:59,8 |
| 3     | Kurt Schreiber (Post-SV Tübingen)          | 1:35:04,6 |
| 4     | Horst-Rüdiger Magnor (Eintracht Frankfurt) | 1:35:40,6 |
| 5     | Gerhard Weidner (TSV Salzgitter)           | 1:35:49,4 |
| 6     | Hans-Jürgen Paul (Hannover 96)             | 1:36:05,8 |

Datum: 5. August

### 20-km-Gehen, Mannschaftswertung
| Platz | Verein, Besetzung                                                               | Zeit (h)  |
| ----- | ------------------------------------------------------------------------------- | --------- |
| 1     | Eintracht Frankfurt I (Horst-Rüdiger Magnor, Bernhard Nermerich, Julius Müller) | 4:50:40,4 |
| 2     | Post-SV Tübingen (Kurt Schreiber, Reinhard Hergesell, Rolf Baur)                | 4:51:33,2 |
| 3     | TSV Salzgitter (Karl-Heinz Pape, Gerhard Weidner, Ulrich Milz)                  | 4:56:36,6 |
| 4     | Eintracht Frankfurt II (Ulrich Treisch, Claus Bartels, Hans Gräfe)              | 5:11:23,6 |
| 5     | SCC Berlin (Jörg Voswinckel, Dietrich Langbein, Horst Ahlborn)                  | 5:12:34,4 |
| 6     | Hannover 96 (Hans-Jürgen Paul, Hannes Koch, Bernd Goldberg)                     | 5:16:33,2 |

Datum: 5. August

### 50-km-Gehen
| Platz | Athlet, Verein                             | Zeit (h)  |
| ----- | ------------------------------------------ | --------- |
| 1     | Gerhard Weidner (TSV Salzgitter)           | 4:22:55,4 |
| 2     | Bernhard Nermerich (Eintracht Frankfurt)   | 4:26:21,0 |
| 3     | Karl-Heinz Pape (TSV Salzgitter)           | 4:27:37,0 |
| 4     | Werner Hupfeld (ACT Kassel)                | 4:32:34,0 |
| 5     | Hans-Jürgen Paul (Hannover 96)             | 4:35:53,6 |
| 6     | Horst-Rüdiger Magnor (Eintracht Frankfurt) | 4:36:31,0 |

Datum: 17. Juli
fand in Friedrichsgabe statt

### 50-km-Gehen, Mannschaftswertung
| Platz | Verein, Besetzung                                                             | Zeit (h)   |
| ----- | ----------------------------------------------------------------------------- | ---------- |
| 1     | Eintracht Frankfurt (Bernhard Nermerich, Horst-Rüdiger Magnor, Claus Bartels) | 13:43:00,6 |
| 2     | TSV Salzgitter (Gerhard Weidner, Karl-Heinz Pape, Ulrich Milz)                | 14:08:39,4 |
| 3     | Post-SV Tübingen (Kurt Schreiber, Rolf Baur, Gerhard Simon)                   | 14:47:14,6 |
| 4     | SV Friedrichsgabe (Gerd Schuth, Uwe Ermisch, Gerd Nickel)                     | 15:32:15,4 |
| 5     | Berliner SC (Volker von Schmude, Helmut Troschke, Rainer Mennel)              | 15:34:22,0 |
| 6     | Meidericher SV (Rauhut, Lehnen, Günter Bartkiewicz)                           | 15:36:57,8 |

Datum: 17. Juli
fand in Friedrichsgabe statt

### Hochsprung
| Platz | Athlet, Verein                               | Höhe (m) |
| ----- | -------------------------------------------- | -------- |
| 1     | Ingomar Sieghart (TSV 1860 München)          | 2,09     |
| 2     | Wolfgang Schillkowski (TB Wülfrath)          | 2,06     |
| 3     | Gunther Spielvogel (TSV Bayer 04 Leverkusen) | 2,00     |
| 4     | Rainer Gramlich (TG 1846 Worms)              | 2,00     |
| 5     | Hubertus Lemke (TG Mülheim)                  | 1,95     |
| 6     | Carsten Meyer (Hamburger SV)                 | 1,95     |

Datum: 7. August

### Stabhochsprung
| Platz | Athlet, Verein                              | Höhe (m) |
| ----- | ------------------------------------------- | -------- |
| 1     | Klaus Lehnertz (KSV Hessen Kassel)          | 4,80     |
| 2     | Claus Schiprowski (TSV Bayer 04 Leverkusen) | 4,80     |
| 3     | Hartmut Reinhardt (Turnerschaft Göppingen)  | 4,70     |
| 4     | Heinfried Engel (SV Siemens Nürnberg)       | 4,50     |
| 5     | Reiner Liese (KSV Hessen Kassel)            | 4,50     |
| 6     | Manfred Beckers (TSV Bayer 04 Leverkusen)   | 4,40     |

Datum: 7. August

### Weitsprung
| Platz | Athlet, Verein                            | Weite (m) |
| ----- | ----------------------------------------- | --------- |
| 1     | Hermann Latzel (OSV Hörde)                | 7,57      |
| 2     | Jörg Jüttner (VfL Wolfsburg)              | 7,46      |
| 3     | Wolfgang Delfs (TV Hasse-Winterberg Kiel) | 7,38      |
| 4     | Jochen Eigenherr (TG Höchst)              | 7,26      |
| 5     | Bernd Roos (TSV Bayer 04 Leverkusen)      | 7,25      |
| 6     | Rainer Schneider (Hamburger SV)           | 7,25      |

Datum: 5. August

### Dreisprung
| Platz | Athlet, Verein                       | Weite (m) |
| ----- | ------------------------------------ | --------- |
| 1     | Günter Krivec (USC Mainz)            | 15,95     |
| 2     | Hans-Jörg Müller (ATSV Saarbrücken)  | 15,59     |
| 3     | Joachim Kugler (TV Murrhardt)        | 15,35     |
| 4     | Bernhard Stierle (TG Stuttgart)      | 15,22     |
| 5     | Alwin Boosch (TG Mülheim)            | 15,16     |
| 6     | Franz-Josef Scherer (VfR 19 Limburg) | 14,84     |

Datum: 6. August

### Kugelstoßen
| Platz | Athlet, Verein                             | Weite (m) |
| ----- | ------------------------------------------ | --------- |
| 1     | Heinfried Birlenbach (Sportfreunde Siegen) | 18,19     |
| 2     | Traugott Glöckler (USC Heidelberg)         | 17,04     |
| 3     | Wolfgang Motzkus (USC München)             | 16,25     |
| 4     | Ferdinand Schladen (ASV Köln)              | 16,12     |
| 5     | Peter Holtfreter (TSV Kiel-Gaarden)        | 16,08     |
| 6     | Werner Heger (USC Heidelberg)              | 16,08     |

Datum: 7. August

### Diskuswurf
| Platz | Athlet, Verein                        | Weite (m) |
| ----- | ------------------------------------- | --------- |
| 1     | Hein-Direck Neu (USC Mainz)           | 57,83     |
| 2     | Jens Reimers (Rot-Weiß Oberhausen)    | 57,08     |
| 3     | Walter Gerber (TSV Eltingen)          | 52,22     |
| 4     | Klaus-Peter Hennig (TuS Real Münster) | 52,04     |
| 5     | Dirk Wippermann (ATV Düsseldorf)      | 51,57     |
| 6     | Ferdinand Schladen (ASV Köln)         | 51,37     |

Datum: 6. August

### Hammerwurf
| Platz | Athlet, Verein                                 | Weite (m) |
| ----- | ---------------------------------------------- | --------- |
| 1     | Uwe Beyer (Holstein Kiel)                      | 65,93     |
| 2     | Hans Fahsl (TSV Bayer 04 Leverkusen)           | 62,48     |
| 3     | Franz-Josef Woltering (VfL Wolfsburg)          | 60,64     |
| 4     | Karl-Heinz Leverkühne (Hamburger SV)           | 59,17     |
| 5     | Joachim Knappe (TSV Bayer 04 Leverkusen)       | 57,91     |
| 6     | Lothar Matuschewski (TSV Zehlendorf 88 Berlin) | 57,10     |

Datum: 7. August

### Speerwurf
| Platz | Athlet, Verein                            | Weite (m) |
| ----- | ----------------------------------------- | --------- |
| 1     | Eugen Stumpp (TSG Balingen)               | 78,76     |
| 2     | Harry Abraham (USC Mainz)                 | 75,68     |
| 3     | Hermann Salomon (USC Mainz)               | 75,39     |
| 4     | Kurt Bendlin (TSV Bayer 04 Leverkusen)    | 74,81     |
| 5     | Bernd Kotkowiak (SCC Berlin)              | 72,52     |
| 6     | Horst Neumann (SV St. Georg 1895 Hamburg) | 71,20     |

Datum: 5. August

### Fünfkampf,1965er Wertung
| Platz | Athlet, Verein                          | P – offiz. Wert. | P – 85er Wert. |
| ----- | --------------------------------------- | ---------------- | -------------- |
| 1     | Kurt Bendlin (TSV Bayer 04 Leverkusen)  | 3756             | 3927           |
| 2     | Uwe Keiler (USC Mainz)                  | 3372             | 3462           |
| 3     | Jochen Krüger (TSV Bayer 04 Leverkusen) | 3371             | 3521           |
| 4     | Horst Kley (SV Salamander Kornwestheim) | 3369             | 3485           |
| 5     | Gerold Jericho (TSG Tübingen)           | 3309             | 3346           |
| 6     | Klaus Beuschel (Polizei SV Berlin)      | 3286             | 3413           |

Datum: 16. Juli
fand in Hamm im Rahmen der Deutschen Mehrkampf- und Langstaffel-Meisterschaften statt
Disziplinen des Fünfkampfs: Weitsprung, Speerwurf, 200 m, Diskuswurf, 1500 m

### Fünfkampf,1965er Wertung– Mannschaftswertung
| Platz | Verein, Besetzung                                                     | Leistung (Pkte) |
| ----- | --------------------------------------------------------------------- | --------------- |
| 1     | TSV Bayer 04 Leverkusen (Kurt Bendlin, Jochen Krüger, Bernd Knut)     | 10.368          |
| 2     | Polizei SV Berlin (Klaus Beuschel, Eckard Kaspar, Wolfgang Kardetzky) | 09.482          |
| 3     | SV Salamander Kornwestheim (Horst Kley, Gerhard Fichter, Kowarsch)    | 09.455          |
| 4     | USC Mainz (Uwe Keiler, Hermann Salomon, Harry Abraham)                | 09.178          |
| 5     | TSG Tübingen (Gerold Jericho, Wolfgang Nitschke, Frank Nusser)        | 08.957          |
| 6     | SV St. Georg 1895 Hamburg (Plaat, Rainer Blankenfeld, Ritzel)         | 8.766           |

Datum: 16. Juli
fand in Hamm im Rahmen der Deutschen Mehrkampf- und Langstaffel-Meisterschaften statt

### Zehnkampf,1965er Wertung
| Platz | Athlet, Verein                            | P – offiz. Wert. | P – 85er Wert. |
| ----- | ----------------------------------------- | ---------------- | -------------- |
| 1     | Werner von Moltke (USC Mainz)             | 7961             | 7831           |
| 2     | Horst Beyer (VfL Wolfsburg)               | 7512             | 7338           |
| 3     | Jörg Mattheis (USC Mainz)                 | 7464             | 7324           |
| 4     | Manfred Pflugbeil (LG Alstertal-Garstedt) | 7373             | 7193           |
| 5     | Manfred Bock (Hamburger SV)               | 7333             | 7190           |
| 6     | Hans-Joachim Walde (USC Mainz)            | 7169             | 7024           |

Datum: 16./17. Juli
fand in Hamm zusammen mit den Langstaffel-Meisterschaften statt
Zur Person des Deutschen Zehnkampf-Meisters 1966 gibt es je nach Quelle zwei unterschiedliche Angaben. Neben Werner von Moltke wird auch Hans-Joachim Walde als Meister genannt.
Quellen mit der Angabe „Walde“: a) sport-komplett.de / b) Wikipedia
Quellen mit der Angabe „von Moltke“: a) sport-komplett.de / b) gbrathletics.com
In verschiedenen Online-Biografien wird für keinen der Sportler der Meistertitel für 1966 erwähnt a) Wikipedia / b) nwzonline.de / c) Wikipedia / d) leichtathletik.de / e) Rhein-Zeitung
Als Ergebnis ist hier die wahrscheinlichste Variante notiert, die auch in der u. g. Literatur bei Fritz Steinmetz so benannt ist.

### Zehnkampf,1965er Wertung– Mannschaftswertung
| Platz | Verein, Besetzung                                                   | Leistung (Pkte) |
| ----- | ------------------------------------------------------------------- | --------------- |
| 1     | USC Mainz I (Werner von Moltke, Jörg Mattheis, Hans-Joachim Walde)  | 22.594          |
| 2     | VfL Wolfsburg (Horst Beyer, Jürgen Kalitzki, Helmut Platt)          | 20.213          |
| 3     | Hamburger SV (Manfred Bock, Georg Stummeyer, Jarrs)                 | 19.827          |
| 4     | LG Alstertal-Garstedt (Manfred Pflugbeil, Wurl, Haack)              | 19.435          |
| 5     | TG 1875 Darmstadt (Dieter Neutzsch, Günter Jarkowski, Klaus Müller) | 19.372          |
| 6     | USC Mainz II (Manfred Jansche, Wolfgang Gajewski, Günter Tidow)     | 19.188          |

Datum: 16./17. Juli
fand in Hamm zusammen mit den Langstaffel-Meisterschaften statt
Auch bzgl. der drei für den USC Mainz in die Wertung gekommenen Sportler gibt es unterschiedliche Angaben. Eine andere Auflistung als die hier genannte ergibt sich aus dem Einzelergebnis bei sport-komplett.de. Allerdings ist die eindeutig wahrscheinlichste Variante wiederum unter der o. g. Literatur bei Fritz Steinmetz benannt, die sich auch mit einer anderen Angabe bei sport-komplett.de deckt. Diese Variante ist im Resultat in der Tabelle oben aufgeführt.

### WaldlaufMittelstrecke –2880m
| Platz | Athlet, Verein                               | Zeit (min) |
| ----- | -------------------------------------------- | ---------- |
| 1     | Harald Norpoth (Preußen Münster)             | 7:35,3     |
| 2     | Bodo Tümmler (SCC Berlin)                    | 7:37,3     |
| 3     | Wolf-Jochen Schulte-Hillen (Preußen Münster) | 7:44,1     |
| 4     | Urs Lufft (KSV Hessen Kassel)                | 7:46,2     |
| 5     | Dieter Lange (Hamburger SV)                  | 7:47,1     |
| 6     | Heinz-Gerd Döhrmann (TSV Bayer Leverkusen)   | 7:47,7     |

Datum: 17. April
fand in Elmshorn statt

### WaldlaufMittelstrecke –2880m, Mannschaftswertung
| Platz | Verein, Besetzung                                                                | (Pkte)               |
| ----- | -------------------------------------------------------------------------------- | -------------------- |
| 1     | Preußen Münster (Harald Norpoth, Wolf-Jochen Schulte-Hillen, Franz-Josef Kemper) | 17 (Plätze 01/3/15)  |
| 2     | Sportfreunde Siegen (Jürgen Müller, Gnüchtel, Klaus Paykowski)                   | 27 (Plätze 08/9/11)  |
| 3     | Hamburger SV (Dieter Lange, Wolfgang Fricke, Erk Maasch)                         | 34 (Plätze 05/17/18) |
| 4     | TSV Bayer Leverkusen (Heinz-Gerd Döhrmann, Horst Blattgerste, Otte)              | 40 (Plätze 06/12/29) |
| 5     | SCC Berlin (Bodo Tümmler, Schulze, Heinz Lehmann)                                | 44 (Plätze 02/25/27) |
| 6     | KSV Hessen Kassel (Urs Lufft, Ludwig Müller, Falkowski)                          | 56 (Plätze 04/31/36) |

Datum: 17. April
fand in Elmshorn statt

### WaldlaufLangstrecke –8640m
| Platz | Athlet, Verein                          | Zeit (min) |
| ----- | --------------------------------------- | ---------- |
| 1     | Manfred Letzerich (Eintracht Wiesbaden) | 23:54,0    |
| 2     | Lutz Philipp (LBV Phönix Lübeck)        | 24:08,6    |
| 3     | Hans Gerlach (TSV 1860 München)         | 24:10,4    |
| 4     | Gottfried Arnold (ASC Darmstadt)        | 24:18,0    |
| 5     | Bernd-Dieter Hecht (Polizei SV Berlin)  | 24:21,4    |
| 6     | Peter Kubicki (SCC Berlin)              | 24:23,2    |

Datum: 17. April
fand in Elmshorn statt

### WaldlaufLangstrecke –8640m, Mannschaftswertung
| Platz | Verein, Besetzung                                                      | (Pkte)               |
| ----- | ---------------------------------------------------------------------- | -------------------- |
| 1     | ASC Darmstadt (Gottfried Arnold, Helmut Neumann, Hans Hellbach)        | 23 (Plätze 04/13/17) |
| 2     | SCC Berlin (Peter Kubicki, Hubert Riesner, Klaus Addicks)              | 26 (Plätze 06/14/18) |
| 3     | TSV 1860 München (Hans, Siegfried Spreng, Ludwig Utschneider)          | 31 (Plätze 03/19/20) |
| 4     | VfL Wolfsburg (Lutz Krausse, Alfons Ida, Arno Krausse)                 | 37 (Plätze 09/16/25) |
| 5     | SV Polizei Hamburg (Joachim Ließ, Günter Bretag, E. Müller)            | 37 (Plätze 07/8/35)  |
| 6     | Polizei SV Bielefeld (Hans-Werner Wogatzky, Hans Müller, Herbert Höke) | 62 (Plätze 23/29/33) |

Datum: 17. April
fand in Elmshorn statt

## Meisterschaftsresultate Frauen

### 100 m
| Platz | Athletin, Verein                             | Zeit (s) |
| ----- | -------------------------------------------- | -------- |
| 1     | Hannelore Trabert, geb. Swienty (OSC Berlin) | 11,4     |
| 2     | Jutta Stöck (Hamburger SV)                   | 11,5     |
| 3     | Karin Frisch (SV Salamander Kornwestheim)    | 11,6     |
| 4     | Kirsten Roggenkamp (TSV Siemensstadt Berlin) | 11,6     |
| 5     | Renate Meyer – geb. Rose (Hannover 96)       | 11,6     |
| 6     | Halina Herrmann, geb. Richter (ASV Köln)     | 11,6     |

Datum: 6. August

### 200 m
| Platz | Athletin, Verein                             | Zeit (s) |
| ----- | -------------------------------------------- | -------- |
| 1     | Kirsten Roggenkamp (TSV Siemensstadt Berlin) | 23,7     |
| 2     | Hannelore Trabert, geb. Swienty (OSC Berlin) | 24,0     |
| 3     | Gerlinde Beyrichen (ASV Köln)                | 24,3     |
| 4     | Marlies Fünfstück (OSC Berlin)               | 24,5     |
| 5     | Elke Ripken (VfL Oldenburg)                  | 24,6     |
| 6     | Ursula Schruff (TSC Euskirchen)              | 24,9     |

Datum: 7. August

### 400 m
| Platz | Athletin, Verein                                       | Zeit (s) |
| ----- | ------------------------------------------------------ | -------- |
| 1     | Helga Henning (Hamburger SV)                           | 54,4     |
| 2     | Antje Gleichfeld, geb. Braasch (LG Alstertal-Garstedt) | 55,2     |
| 3     | Mechthild Achtel (VfL Wolfsburg)                       | 56,1     |
| 4     | Birgit Hefti (SV Lurup)                                | 56,3     |
| 5     | Gisela Köpke (Meidericher SV)                          | 56,3     |
| 6     | Christine Linz (Düsseldorfer SC 99)                    | 56,4     |

Datum: 6. August

### 800 m
| Platz | Athletin, Verein                                       | Zeit (min) |
| ----- | ------------------------------------------------------ | ---------- |
| 1     | Antje Gleichfeld, geb. Braasch (LG Alstertal-Garstedt) | 2:05,6     |
| 2     | Karin Kessler, geb. Rettmeyer (LG Alstertal-Garstedt)  | 2:06,5     |
| 3     | Anita Wörner (VTV Mundenheim)                          | 2:07,2     |
| 4     | Marita Kloth (LBV Phönix Lübeck)                       | 2:08,3     |
| 5     | Christa Luczak (VfL Wolfsburg)                         | 2:08,9     |
| 6     | Gerlinde Hefner (Regensburger Turnerschaft)            | 2:10,3     |

Datum: 7. August

### 80 m Hürden
| Platz | Athletin, Verein                          | Zeit (s) |
| ----- | ----------------------------------------- | -------- |
| 1     | Karin Frisch (SV Salamander Kornwestheim) | 10,6     |
| 2     | Inge Schell (TSV 1860 München)            | 10,7     |
| 3     | Renate Balck (LG Alstertal-Garstedt)      | 10,8     |
| 4     | Johanna Gaiser (TSV München-Ost)          | 11,1     |
| 5     | Ursula Wagner (MTV Braunschweig)          | 11,2     |
| 6     | Walburga Waneck (TSV 1860 München)        | 11,2     |

Datum: 7. August

### 4 × 100 m Staffel
| Platz | Verein, Besetzung                                                                                                   | Zeit (s) |
| ----- | --- | -------- |
| 1     | Hamburger SV (Karin Schneider, Helga Henning, Gerda Paetow, Jutta Stöck)                                            | 46,5     |
| 2     | ASV Köln (Niederquell, Christel Frese, Halina Herrmann – geb. Richter, Gerlinde Beyrichen)                          | 46,8     |
| 3     | Hannover 96 (Renate Meyer – geb. Rose, Anne-Kathrin Heine, Hannelore Richter, Christa Elsler)                       | 47,2     |
| 4     | Wuppertaler SV (Christel Dohrmann, Doris Schweimanns, Maren Knickenberg – geb. Collin, Maria Jeibmann – geb. Arenz) | 47,4     |
| 5     | MTV Braunschweig (Gisela Hillebrecht, Ursula Wagner, Marianne Hornburg, Edeltraut Walther)                          | 48,1     |
| 6     | SV Siemens Nürnberg (Erika Dirnberger, Ulrike Bär, Rosemarie Seikowsky, Weih)                                       | 48,3     |

Datum: 7. August

### 3 × 800 m Staffel
| Platz | Verein, Besetzung                                                           | Zeit (min) |
| ----- | --------------------------------------------------------------------------- | ---------- |
| 1     | VfL Wolfsburg I (Christa Basche, Mechthild Achtel, Christa Luczak)          | 6:43,4     |
| 2     | Meidericher SV (Kollert, Marie-Luise Seiler, Gisela Köpke)                  | 6:48,2     |
| 3     | OSC Waldniel (Anni Pede, Margret Crisp, Maria Strickling – geb. Inderfurth) | 7:16,4     |
| 4     | VfL Wolfsburg II (Brigitte Rotthaus, Skritek, Monika Schnieber)             | 7:31,1     |
| 5     | ASC Darmstadt (Büchler, Gehlen, U. Neumann)                                 | 7:32,1     |
| 6     | Barmer TV 1846 Wuppertal (Scharke, Doris Schewe, Manuela Preuß)             | 7:34,0     |

Datum: 17. Juli
fand in Hamm zusammen mit den Deutschen Mehrkampfmeisterschaften statt

### Hochsprung
| Platz | Athletin, Verein                      | Höhe (m) |
| ----- | ------------------------------------- | -------- |
| 1     | Friderun Valk (TSG 1846 Ulm)          | 1,63     |
| 2     | Ilia Hans (Stuttgarter Kickers)       | 1,63     |
| 3     | Bärbel Sprywald (VfL Bochum)          | 1,63     |
| 4     | Christa Kamphausen (Rheydter TV 1847) | 1,60     |
| 5     | Rita Kreß (TV Flieden)                | 1,60     |
| 6     | Heide Rosendahl (TuS 04 Leverkusen)   | 1,55     |

Datum: 6. August

### Weitsprung
| Platz | Athletin, Verein                    | Weite (m) |
| ----- | ----------------------------------- | --------- |
| 1     | Helga Hoffmann (ATSV Saarbrücken)   | 6,34      |
| 2     | Dorothee Sander (TuS 04 Leverkusen) | 6,18      |
| 3     | Heide Rosendahl (TuS 04 Leverkusen) | 6,16      |
| 4     | Ursula Künzel (SV Asselfingen)      | 6,15      |
| 5     | Ingrid Becker (LG Geseke)           | 6,04      |
| 6     | Bärbel Palmié (Hamburger SV)        | 5,90      |

Datum: 7. August

### Kugelstoßen
| Platz | Athletin, Verein                           | Weite (m) |
| ----- | ------------------------------------------ | --------- |
| 1     | Gertrud Schäfer (TSV Bayer 04 Leverkusen)  | 16,32     |
| 2     | Marlene Fuchs, geb. Klein (TSC Euskirchen) | 15,66     |
| 3     | Liesel Westermann (Hannover 96)            | 15,29     |
| 4     | Sieglinde Schaupp (TSG 1846 Ulm)           | 15,08     |
| 5     | Brigitte Berendonk (USC Heidelberg)        | 14,70     |
| 6     | Elisabeth Huber (TSV Burghausen)           | 14,07     |

Datum: 5. August

### Diskuswurf
| Platz | Athletin, Verein                                    | Weite (m) |
| ----- | --------------------------------------------------- | --------- |
| 1     | Liesel Westermann (Hannover 96)                     | 53,31     |
| 2     | Kriemhild Limberg, geb. Hausmann (Preussen Krefeld) | 52,15     |
| 3     | Gertrud Schäfer (TSV Bayer 04 Leverkusen)           | 47,84     |
| 4     | Brigitte Berendonk (USC Heidelberg)                 | 46,92     |
| 5     | Elke Kerskens (FC 03 Süchteln)                      | 45,59     |
| 6     | Ingrid Linden (TuS 04 Leverkusen)                   | 45,05     |

Datum: 7. August

### Speerwurf
| Platz | Athletin, Verein                               | Weite (m) |
| ----- | ---------------------------------------------- | --------- |
| 1     | Anneliese Gerhards, geb. Jansen (TV Lobberich) | 54,13     |
| 2     | Almut Brömmel (TSV 1860 München)               | 50,12     |
| 3     | Ilse Spiers (1. FC Schwandorf)                 | 48,69     |
| 4     | Ameli Koloska, geb. Isermeyer (VfL Wolfsburg)  | 46,92     |
| 5     | Margot Ebel, geb. Kowalewski (ASV Berlin)      | 44,90     |
| 6     | Christel Amtmann (TG 1848 Kitzingen)           | 44,29     |

Datum: 6. August

### Fünfkampf,1955er Wertung
| Platz | Athletin, Verein                                       | Leistung (Pkte) |
| ----- | ------------------------------------------------------ | --------------- |
| 1     | Heide Rosendahl (TuS 04 Leverkusen)                    | 4498            |
| 2     | Renate Balck (LG Alstertal-Garstedt)                   | 4311            |
| 3     | Erika Müller (ASC Darmstadt)                           | 4240            |
| 4     | Karin Kessler – geb. Rettmeyer (LG Alstertal-Garstedt) | 4225            |
| 5     | Hilde Schubert (SC Tegeler Forst Berlin)               | 4216            |
| 6     | Kirsten Schallau (SuS Schalke 96)                      | 4213            |

Datum: 16./17. Juli
fand in Hamm zusammen mit den Langstaffel-Meisterschaften statt

### Fünfkampf,1955er Wertung– Mannschaftswertung
| Platz | Verein, Besetzung                                                                  | Leistung (Pkte) |
| ----- | ---------------------------------------------------------------------------------- | --------------- |
| 1     | LG Alstertal-Garstedt (Renate Balck, Karin Kessler – geb. Rettmeyer, Christel Voß) | 12.557          |
| 2     | TuS 04 Leverkusen (Heide Rosendahl, Inge Geurtz, Anneliese Thieron)                | 12.549          |
| 3     | Hamburger SV (Monika König, Leonore Koch – geb. Tauer, Bärbel Palmié)              | 12.008          |
| 4     | TG Hanau (Heidemarie Kraft, Helga Hauck, Ihringer)                                 | 11.798          |
| 5     | SC Tegeler Forst Berlin (Hilde Schubert, Rosemarie Böß, Streuffert)                | 11.450          |
| 6     | LC Dortmund (Althülser, Gerhard, Lueg)                                             | 11.262          |

Datum: 16./17. Juli
fand in Hamm zusammen mit den Langstaffel-Meisterschaften statt

### Waldlauf–1230m
| Platz | Athletin, Verein                                       | Zeit (min) |
| ----- | ------------------------------------------------------ | ---------- |
| 1     | Antje Gleichfeld, geb. Braasch (LG Alstertal-Garstedt) | 4:21,8     |
| 2     | Christa Luczak (VfL Wolfsburg)                         | 4:27,2     |
| 3     | Anni Pede, geb. Erdkamp (OSC Waldniel)                 | 4:29,0     |
| 4     | Helga Henning (Hamburger SV)                           | 4:31,0     |
| 5     | Christa Basche (VfL Wolfsburg)                         | 4:34,4     |
| 6     | Liane Winter (VfL Wolfsburg)                           | 4:35,6     |

Datum: 17. April
fand in Elmshorn statt

### Waldlauf–1230m, Mannschaftswertung
| Platz | Verein, Besetzung                                                                          | (Pkte)               |
| ----- | ------------------------------------------------------------------------------------------ | -------------------- |
| 1     | VfL Wolfsburg I (Christa Luczak, Christa Basche, Liane Winter)                             | 10 (Plätze 02/5/6)   |
| 2     | VfL Wolfsburg II (Monika Schnieber, Mechthild Achtel, Brigitte Rotthaus)                   | 29 (Plätze 13/17/18) |
| 3     | Hamburger SV (Helga Henning, Melchert, Reimer)                                             | 31 (Plätze 04/19/26) |
| 4     | SCC Berlin (Fiedler, Sieglinde Bludau, Bex)                                                | 35 (Plätze 12/20/25) |
| 5     | OSC Waldniel (Anni Pede – geb. Erdkamp, Maria Strickling – geb. Inderfurth, Gudrun Jessat) | 38 (Plätze 03/22/34) |
| 6     | Post-SG Mannheim (Rosemarie Fuhrmann – geb. Nitsch, Etzel, Sigrid König)                   | 44 (Plätze 10/29/31) |

Datum: 17. April
fand in Elmshorn statt

## Video
- Filmausschnitte u. a. von den Deutschen Leichtathletik-Meisterschaften auf filmothek.bundesarchiv.de, Bereich: 0:00 min bis 2:33 min, abgerufen am 21. April 2021